# Броненосец (повесть)
«Броненосец» (англ. Armadillo) — седьмая повесть Уильяма Бойда, опубликованная в 1998 году. Это первая из его повестей, действие которого происходит в Великобритании. Бойд также написал сценарий для телевизионной адаптации BBC/A&E в 2001 году.

## Сюжет
История рассказывает о Лоримере Блэке, успешном специалисте по урегулированию убытков. Его настоящее имя — Миломре Блоч, и он происходит из семьи приднестровских цыган, которые прибыли в Лондон в 1957 году и организовали импортно-экспортный бизнес, связанный с Восточной Европой. Сейчас они владеют фирмой такси и постоянно занимают деньги у Мило (так они его до сих пор называют). Лоример страдает от бессонницы и в поисках лекарства проводит много ночей в институте «Lucid Dreaming». Он коллекционирует старинные шлемы, слушает африканскую музыку и заводит роман со Стеллой Булл, владелицей компании по производству строительных лесов. В книгу включены выдержки из дневника Лоримера «Книга преображения», в котором он философствует о своём положении и цитирует Жерара де Нерваль.
Хогг, властный начальник Лоримера, так описывает свою профессию: «Люди обращаются к страхованию, чтобы устранить неопределённость из областей своей жизни. Страховые компании обращаются к специалистам по урегулированию убытков, чтобы внести неопределённость в страхование и тем самым вновь привнести неопределённость в жизнь застрахованных людей».
Повествование начинается с того, что Лоример приходит на обычную деловую встречу и обнаруживает, что человек, с которым он должен был встретиться, повесился. С этого момента его и без того сложная жизнь начинает распутываться: он влюбляется в Флавию Малинерво, несчастную замужнюю актрису; ему поручают расследовать дело о подозрении в страховом мошенничестве, в котором замешан его коллега Торкил Хельвуар-Джейн; он переживает смерть отца.

## Отзывы
Ссылаясь на сайт «Complete Review» отзывы были неоднозначными. Критики не пришли к единому мнению: кому-то понравилось, кому-то показалось ужасным. То же самое с блуждающим сюжетом. Единственный консенсус: Бойд был недостаточно амбициозен, не использовал свои таланты в полной мере.
- Кэролайн Баучер из The Observer пишет: «В „Броненосце“ Уильям Бойд не только написал захватывающую повесть. Он также совершил переворот, сделав потерю захватывающей… с хорошей прозой, сюжетом, который увлекает вас за собой и является одновременно тревожным и временами комичным».
- Ричард Бернштейн из The New York Times высоко оценивает талант Бойда: «Увлекательная повесть, которая даёт нам одного из самых симпатичных, потерянных и озадаченных центральных персонажей, которые ещё не появились в его творчестве»[5].
- В отличие от этого, The Economist жаловался: «Вы ожидаете умный, вдумчивый и интересный триллер; к сожалению, ожидания подрываются тремя неадекватностями, удивительными для писателя, чьи предыдущие работы в целом были встречены с одобрением и даже восторгом. Что не так? Ну, прежде всего, сюжет, персонажи и сценарий»[6].

## Телевизионная экранизация
Повесть была адаптирована в трёхсерийный телесериал BBC/A&E, показанный в сентябре 2001 года по сценарию автора. Режиссёром выступил Говард Дэвис, продюсером — Сью Биртвистл.

### Актёрский состав
| Актёр            | Персонаж              |
| ---------------- | --------------------- |
| Джеймс Фрейн     | Лоример Блэк          |
| Кэтрин МакКормак | Флавия Малинерво      |
| Стивен Ри        | Хогг                  |
| Хью Бонневиль    | Торкил Хельвуар-Джейн |
| Джеймс Фокс      | Саймон Шерифмуир      |